# أسرة نورماندي
أسرة نورماندي، هي عائلة نبيلة تعود أصولها إلى دوقية نورماندي والتي حمل أعضاؤها لقب دوق نورماندي وكانوا ملوكا لإنجلترا من عام (1066-1144) بعد غزو النورمان لإنجلترا. استمرت الأسرة في الحكم إلى أن تولت أسرة بلانتاجانت السلطة في عام 1154. نشأت أسرة نوماندي عندما تزوج رولو الأول دوق نورماندي من امرأة نبيلة تدعى بوبا من مملكة الفرنجة الغربية. كان ويليام الفاتح وورثته حتى عام 1135 ينحدرون من هذه السلالة.
وكان أول دوق هو رولو الأول تلاه ويليام الثاني ملك لإنجلترا 1066 تحت وصية الملك السابق الملك إدوارد بعد أن قاد الغزو النورمان لإنجلترا وأطاح بملكها هارولد الثاني وأصبحوا ذريته من بعده ملوكاً لإنجلترا حتى عام 1145 بوفاة حفيدة ويليام الغازي ماتيلدا التي تعتبر أول ملكة حكمت إنجلترا اعتلى ابنها من زوجها جيفري.

## التاريخ
كان رولو نبيلاً إسكندنافياً وزعيم الفايكنغ القوي هو من أصول النرويجية أو الدانماركية في 911 شنت قوات رولو في هجوم فاشل على باريس قبل محاصرة شارتر، في 20 تموز/يوليو 911، في "معركة شارتر"، انهزم رولو على الرغم من غياب العديد من بارونات الفرنسية، وأيضا غياب الملك الفرنسي شارل البسيط، تم عقد معاهدة بينه وبين الملك حيث قدم رولو الولاء لملك وبدور الملك قدم له الأقطاعية في شمال فرنسا تدعى منطقة نورماندي حيث يقوم حسب المعاهدة بالدفاع عن ضفاف نهر السين اعتنق المسيحية وقام بتغيير اسمه بعد المعمودية إلى روبروت ولم يوقف الهجمات كونه مثل رئيس الفايكنغ قام بشن هجمات على منقطة فلاندرز التي (تقع اليوم تقربيا كلها في "بلجيكا")عام 911, واستمر مع الاستيلاء على بيسين في 924, تزوج من بابو من بايو التي أنجبت له وليام الأول دوق نورمانديوتزوج أيضا من جيزيلا ابنة الملك الفرنسي شارل البسيط ولكن لم يعقب.
ضبطت النورماندي في عهد ريتشارد الأول دوق نورماندي حفيد رولو وفي أيام الملك فرنسا لويس الرابع وقام بتقسيم الأراضي بحيث منح نورماندي السفلى إلى هيو الكبير وهو ابن روبرت الأول ملك فرنسا وقام الملك بزجه في سجن ولكن نجا بمساعدة أحد أصدقاء، ثم قام تحالف مع قاد النورمان والفايكنغ واتخذ للعودة إلى نورماندي تزوج من إيما ابنة هيو الكبير، ولكنها سرعان ما توفيت دون إنجاب وريث، ثم تزوج من جونورا وهي من أصول الفايكنغ وأنجبت له ريتشارد الثاني دوق نورماندي وهو جد ويليام الفاتح وإيما نورماندي التي كانت متزوجة من إثيلريد أونريدي التي تعتبر زوجته الثاني، أنجبت له إدوارد لاحقا ملك لإنجلترا وأثر احتلال الدانماركي لإنجلترا وفاة زوجها أرسلت أولادها إلى نورماندي وهناك وعد إدوارد بويليام بالعرش إذ لم يعقب بعد صعود إدوارد وخلفا أخيه الغير الشقيق هارديكانوت ابن الغازي الدانماركي كانوت العظيم ابن سوين فوركبيرد عام 1042 ولكن توفي 1066 دون ان يعقب بوفاته إنشاء صراع بين ابن حموه هارولد الثاني وقربيه ويليام الثاني دوق نورماندي ولكن في نهاية المطاف توفي الملك هارولد الثاني في إحدى المعارك ومعلنا نهاية حكم الأنجلوسكسونيون لإنجلترا واعتلى ويليام الثاني حكم إنجلترا ومؤسس بيت جديداً يحكم إنجلترا وخلفه من بعده أبناء هما ويليام الثاني وهنري الأول وبوفاة هنري الأول أصبح أبناءه ماتيلدا وويليام أديلين هم أحفاد الشرعيين لوليام الفاتح ولكن ابنه وليام الثالث توفي في إحدى الكوارث ونشب صراع بينه وبين ان عمتها ستيفن ولكن استطاع التغلب عليه بمساعدة زوجها الثاني جيفري دوق نورماندي وأصبحوا أبناءهم الذين أسسوا عائلة بلانتاجانت ملوكاً لإنجلترا لقرون من الزمان (1154-1485).

## حكام الأسرة

### في فرنسا
حكموا الأسرة التي تعتبر من أصول الفايكنغ منقطة فرنسية وهي نورماندي ومنقطة فلاندرز البلجيكية وإو ما بين عامي (911-1066) وكانت عاصمة هي روان.
| الاسم ومدة العرش                             | صورة | الميلاد       | الزوج                                       | الوفاة        | خلفه (ها)   |
| -------------------------------------------- | ---- | ------------- | ------------------------------------------- | ------------- | ----------- |
| رولو الأول دوق نورماندي ما بين 911-927       |      | 846           | تزوج مرتين من بوبا من بايو وجيزيلا من فرنسا | 927           | ابنه        |
| ويليام الأول، دوق نورماندي ما بين 927-942    |      | 900           | لينجارد من فرماندوا                         | 17 ديسمبر 942 | ابنه        |
| ريتشارد الأول، دوق نورماندي ما بين 942-997   |      | 28 أغسطس 933  | تزوج مرتين من إيما من فرنسا وجونورا         | 942           | ابنه        |
| ريتشارد الثاني دوق نورماندي ما بين 966-1027  |      | 3 أغسطس 978   | جوديث من بريتاني                            | 26 يونيو 1830 | ابنه        |
| ريتشارد الثالث، دوق نورماندي عام 1027        |      | 1001          | أديلا من فرنسا                              | 3 فبراير 1027 | أخوه        |
| روبرت الأول دوق نورماندي ما بين 1027-1035    |      | 22 يونيو 1000 | هيرليفا من فاليز                            | 3 يوليو 1035  | ابنه        |
| ويليام الثاني، دوق نورماندي ما بين 1035-1066 |      | 1028          | ماتيلدا من فلاندرز                          | –             | ملك إنجلترا |

### في إنجلترا
حكموا هذه لأسرة إنجلترا حتى وصية كما يزعمون وهي (وصية الملك المتوفي إدوارد المعترف) التي تربطه بويليام بصلة دم وهي أن أم إدوارد إيما كانت ابنة ريتشارد الأول حكموا إنجلترا طوال قرن كامل     (1066-1154) وكان المقر لندن.
| الاسم ومدة العرش                                                                  | صورة | الميلاد       | الزوج                                                                  | الوفاة         | خلفه (ها)              |
| --------------------------------------------------------------------------------- | ---- | ------------- | ---------------------------------------------------------------------- | -------------- | ---------------------- |
| ويليام الأول ما بين 1066-1087 دوق نورماندي ملك إنجلترا                            |      | -             | ماتيلدا من فلاندرز                                                     | 1087           | ابنيه                  |
| روبرت الثاني ما بين 1087-1106 دوق نورماندي                                        |      | 1050          | سيبيلا من كونفير سانو                                                  | 3 فبراير 1134  | أخوه                   |
| ويليام الثاني ما بين 1087-1100 ملك إنجلترا                                        |      | 1056          | -                                                                      | 2 أغسطس 1100   | أخوه                   |
| هنري الأول ما بين 1100-1135 ملك إنجلترا دوق النورماندي                            |      | 1068          | تزوج مرتين من ماتيلدا من اسكتلندا أدليزا من لوفان                      | 1 ديسمبر 1135  | ابن أخته الكبرى وابنته |
| ويليام الثالث عام 1120 دوق النورماندي                                             |      | 5 أغسطس 1103  | ماتيلدا من أنجو                                                        | 25 نوفمبر 1120 | أبيه                   |
| ماتيلدا ما بين 1135-1153 إمبراطورة الرومانية المقدسة ملكة إنجلترا دوقة النورماندي |      | 7 فبراير 1102 | تزوجت مرتين من هنري الخامس إمبراطور الروماني المقدس جيفري دوق نورماندي | 10 ستمبر 1167  | ابن عمتها              |

## إنجلترا
تزوجت إيما ابنة ريتشارد الأول دوق نورماندي وأخت ريتشارد الثاني دوق نورماندي من الملك إنجلترا السكسوني إثيلريد أونريدي عام 1002 وأنجبت له ثلاثة أبناء واحداً منهم لاحقا ملكاً لإنجلترا وفي عام 1016 توفي أونريدي وخلفه ابنه من زوجته الأولى أثر احتلال من جانب الدانمارك وأصبح كانوت العظيم ملكاً على إنجلترا عام 1017 أسفرت إيما ابناءها الثلاثة إلى نورماندي عند خوالهم وتزوجت من كانوت وأنجبت له ولداً وبنتاً لاحقا الولد ملك على كل من الدانمارك وإنجلترا وإما البنت فكانت ملكة ألمانيا، توفي كانوت 1035 وخلفه ابنه هارولد الأول ولكن إيما عارضت حكم هارولد وكان من أنصارها غودوين إيرل وسكس تريد من ابنها هارديكانوت أن يحكم إنجلترا كانوا يخططون لغزو لإنجلتراعام 1037 إلا ان توفي في نفس السنة وكان وصول هارديكانوت إلى السلطة سلمياًوبقى في العرش حتى وفاته عام 1042 أثر شرابه الخمر فوقع بنوبة فجائية ومات بعد أيام قليلة وخلفه أخو الأكبر إدوارد بعد رجعوهم من المنفى في عهد أخيه الأصغر كان إدوارد متزوجة من ابنة غودوين إيرل وسكس، وتوفي عام 1066 ولم ينجب أحداً، مما نشب صراع بين قربيه
وابن حموه وانتصار قربيه على ابن حموه في معركة هاستنغز التي قتل فيها واصبح قربيه ويليام الثاني دوق النورماندي حتى مسمى ويليام الأول ملك إنجلترا الذي أحضر معه الثقافة النورماندية مما جعلها تختلط بالثقافة الإنجليزية مما أبعدها عن طابعها القديم إلى الحديث، وحتى أن اللغة أصبحت اللاتيني أكثر ماهي جرمانية،
توفي وليام الفاتح عام 1087 واصبح ابنه البكر روبرت دوقاً للنورماندي وابنه الثاني ويليام ملكاً على إنجلترا مما نشب صراع بينهما الذي يطلب فيها ثانيهما بتوحيد السلطة تحت قيادته إلا أنه توفى دون أن يحقق هذا المطلب عام 1100 واصبح هنري الأول ابن الأصغر للفاتح ملك إنجلترا عام 1100 واصبح دوقاً على نورماندي وبعد وفاة أخيه الأكبر عام 1106 وحتى وفاة عام 1135 وأصبح أبناءه الورثة الشرعيين للأملاك الفاتح واصبح ابنه ويليام أديلين دوقاً على نورماندي إلا أنه توفى قبل والده في كارثة السفينة البيضاء وأصبحت ابنته الوحيدة ماتيلدا ملكة إنجلترا عام 1135 كانت عهدها مبتسم بالفوضى بينها وبين ابن عمتها الكبرى إديلا التي تزوجت من كونت بلوا وانجبا ستيفن ولم تستيطع السيطرة عليه فتزوجت من جيفري دوق نورماندي واستطاعا القضاء عليه واصبح ابنهما البكر هنري ملكاً على إنجلترا ودوقاً على نورماندي، وبعد وفاته أصبحوا ابناءه وملوك على إنجلترا ودوق على النورماندي وكان أولهم ريتشارد قلب الأسد الذي شارك في الحروب الصليبية.